# Neogrosphus griveaudi
Espèce
Synonymes
- Grosphus griveaudi Vachon, 1969

Neogrosphus griveaudi est une espèce de scorpions de la famille des Buthidae.

## Distribution
Cette espèce est endémique de Madagascar et vit dans les régions d'Atsimo-Andrefana et d'Anôsy.

## Description
La femelle holotype mesure 36 mm, la femelle paratype 45,5 mm et le mâle paratype 24 mm.
Les mâles mesurent de 24 à 32,7 mm

## Systématique et taxinomie
Cette espèce a été décrite sous le protonyme Grosphus griveaudi par Vachon en 1969. Elle est placée dans le genre Neogrosphus par Lourenço en 1995.

## Étymologie
Cette espèce est nommée en l'honneur de Paul Griveaud.

## Publication originale
- Vachon, 1969 : « Grosphus griveaudi, nouvelle espèce de scorpion Buthidae malgache. » Bulletin du Muséum national d'Histoire Naturelle, sér. 2, vol. 41, p. 476-483 (texte intégral).